# Zwyrodnienie włóknikowate tętniczek nerkowych
Zwyrodnienie włóknikowate tętniczek nerkowych (łac. Degeneratio fibrinoidea arteriolarum renalium) – choroba układu krążenia. Dotyczy tętniczek doprowadzających nerki. Następuje uszkodzenie ściany śródbłonka, w konsekwencji czego wydostaje się włóknik. Występuje głównie w chorobach autoimmunizacyjnych i w nadciśnieniu złośliwym.

Przeczytaj ostrzeżenie dotyczące informacji medycznych i pokrewnych zamieszczonych w Wikipedii.